# هزارجریب (بوئین میاندشت)
هزارجریب، روستایی بختیاری نشین از توابع بخش مرکزی شهرستان بوئین میاندشت در استان اصفهان ایران است.

## جمعیت
این روستا در دهستان ییلاق قرار دارد و براساس سرشماری مرکز آمار ایران در سال ۱۳۸۵، جمعیت آن ۳۱۸ نفر (۵۰خانوار) بوده‌است.